# Der plötzliche Reichtum der armen Leute von Kombach
Der plötzliche Reichtum der armen Leute von Kombach (en alemany La sobtada riquesa de la gent pobra de Kombach) és una pel·lícula d'autor alemanya del 1971 dirigida per Volker Schlöndorff. També va co-escriure el guió amb Margarethe von Trotta. La pel·lícula es basava en un fet real que es va produir a l'Hinterland Hessià al segle xix.

## Sinopsi
El 19 de maig de 1822, vuit agricultors pobres i jornalers de Kombach a l'Hinterland de Hessia aconsegueixen robar cada mes un transport de diners que va de Gladenbach a Gießen. La seva bona fortuna, però, no perdura, ja que aviat la riquesa sobtada és tractada amb sospita.

## Repartiment
- Georg Lehn: Hans Jacob Geiz
- Reinhard Hauff: Heinrich Geiz
- Karl-Josef Cramer: Jacob Geiz
- Wolfgang Bächler: David Briel
- Harald Müller: Johann Soldan
- Margarethe von Trotta: Sophie
- Joe Hembus: Escrivà
- Walter Buschhoff: Sacerdot
- Maria Donnerstag: Mevrouw Geiz
- Angelika Hillebrecht: Johanna Soldan
- Harry Owen: Ludwig Acker
- Wilhelm Grasshoff: Rechter Danz
- Eva Pampuch: Gänseliesel
- Rainer Werner Fassbinder: Camperol

## Antecedents
La pel·lícula es basa en el robatori de correu de Subach. Schlöndorff, que va créixer a Wiesbaden, va utilitzar moltes referències a la seva infantesa a Hessen, incloent rodatges en llocs de diferència a Hesse, utilitzant actors Hessians i fent referència a autors de Hessen.

## Premis
El 1971 va guanyar el Deutscher Filmpreis a la millor direcció i el premi OCIC al Festival Internacional de Cinema de Sant Sebastià 1971.